# Sphaerodactylus zygaena
Sphaerodactylus zygaena este o specie de șopârle din genul Sphaerodactylus, familia Gekkonidae, descrisă de Ernest Justus Schwartz și Thomas 1977. Conform Catalogue of Life specia Sphaerodactylus zygaena nu are subspecii cunoscute.